# Witold Krupa
Witold Józef Krupa (ur. 26 listopada 1913 w Prądniku Czerwonym, zm. 5 marca 1999 w Krakowie) – pilot wojskowy, porucznik.

## Życiorys
Wychował się na Prądniku Czerwonym, przedmieściu Krakowa, w rodzinie kowala. W 1933 roku ukończył w Łodzi Przysposobienie Wojskowe Lotnicze, a w 1935 roku latał w 2 Pułku Lotniczym w Krakowie. W 1937 r. instruktor Przysposobienia Wojskowego Lotniczego w Masłowie k. Kielc, zaś wiosną 1939 roku po ukończeniu Wyższego Kursu Pilotażu dla cywilnych instruktorów pilotów otrzymał przydział do Szkoły Podoficerów Lotnictwa dla Małoletnich w Krośnie.
1 września 1939 r. zastał go na lotnisku Szkoły w Moderówce pod Krosnem – lotnisko zostało rankiem zbombardowane przez niemieckie bombowce. W trakcie ewakuacji samolotem RWD-8 do Dęblina został ostrzelany przez polskie oddziały i zmuszony do przymusowego lądowania uszkodzonym samolotem. Ostatni lot w Polsce odbył z Dęblina do Ułęża, skąd ewakuował się rowerem w kierunku Rumunii. Po drodze, wraz z innymi uchodźcami, 18 września został ogarnięty przez Armię Czerwoną. Przeszedł szczęśliwie selekcję (pokazując ręce poczerniałe od gum na kierownicy roweru i informując, że był pracownikiem kolei) i został puszczony wolno; po spędzeniu kilku tygodni w okupowanym przez Sowietów Lwowie przedostał się przez Słowację na Węgry, a stamtąd przez Jugosławię do Francji. Przed upadkiem Francji nie zdążono przeszkolić go na francuskich samolotach.
Po klęsce Francji ewakuował się do Anglii, gdzie wstąpił do RAF i otrzymał numer służbowy 784331. 7 października rozpoczął przeszkolenie na samolotach Hurricane i 12 grudnia 1941 r. otrzymał przydział do dywizjonu 306. 2 lutego 1943 roku odszedł na odpoczynek na stanowisko instruktora do 58 OTU (operacyjna jednostka treningowa), z którego powrócił pod koniec marca. 22 września 1944 roku, w trakcie nalotu na stację kolejową Fecamp, ogień przeciwlotniczy poważnie uszkodził samolot. Pilot zdołał dolecieć do Anglii, ale rozbił się przy lądowaniu i z ciężkimi poparzeniami trafił na kilka miesięcy do szpitala.
Po powrocie do dywizjonu brał udział między innymi w nalocie na bazę Luftwaffe w Saint-Omer, podczas której zginął dowódca dywizjonu 306 Tadeusz Czerwiński. W drugiej połowie 1944 r. zestrzelił niemiecki pocisk V1. Po przekroczeniu limitu lotów został wysłany do szkoły podchorążych, którą ukończył na dwa tygodnie przed zakończeniem wojny.
Zakończył służbę w stopniu starszego sierżanta. Po wojnie pozostał w Wielkiej Brytanii. Pod koniec lat dziewięćdziesiątych powrócił do Krakowa, gdzie niebawem zmarł. Został pochowany na cmentarzu Batowickim w Krakowie;

## Odznaczenia
- Krzyż Walecznych (trzykrotnie)[1],
- Krzyż Kampanii Wrześniowej 1939 roku,
- Medal Lotniczy (czterokrotnie)[1].